# Eurodam
La Eurodam è una nave da crociera della compagnia Holland America Line, la prima della classe Signature. La nave dispone inoltre di capacità di posizionamento dinamico grazie a tre eliche di prua da 1,9 MW (2.500 hp) e due Azipod da 17,6 MW (23.600 hp) montati a poppa. La produzione totale di energia elettrica è di 64 MW grazie a sei generatori diesel.

## Navi gemelle
- Nieuw Amsterdam